# Hymenophyllum leptodictyon
Hymenophyllum leptodictyon là một loài dương xỉ trong họ Hymenophyllaceae. Loài này được M mô tả khoa học đầu tiên năm 1854.
Danh pháp khoa học của loài này chưa được làm sáng tỏ. 